# STM32
STM32는 ST마이크로일렉트로닉스(STMicroelectronics 또는 ST)의 32 비트 마이크로컨트롤러 유닛(MCU) 제품군이다. STM32 칩은 Cortex-M7F, Cortex-M4F, Cortex-M3, Cortex-M0 + 또는 Cortex-M0와 같은 32 비트 ARM 프로세서 코어를 기반으로하는 관련 시리즈로 분류된다. 

## 제품군
현행 제품군은 다음과 같다
| 종류    | 특징 |
| ------- | --- |
| STM32F  | 최초 출시부터 존재한 메인스트림 제품군. Cortex M0~M7까지 다양한 라인업을 갖추고 다양한 수요에 대응 가능한 모델이다. |
| STM32L  | 저전력 모델. |
| STM32H  | 고성능 모델. M4/M7을 베이스로 DSP에 대응해기 위해 나온 고 클럭/연산력 버전이다.                                     |
| STM32G  | 차세대 메인스트림 라인업.                                                                                           |
| STM32U  | Cortex M33 베이스 차세대 저전력 라인업.                                                                             |
| STM32C  | Cortex M0+기반 저가형 모델.                                                                                         |
| STM32MP | Cortex A 시리즈 기반 MPU 제품군. 자체적인 리눅스/안드로이드 배포판을 탑재해 개발이 가능한 모델이다.                 |
| STM32W  | 무선모뎀 내장 라인업. 현행 모델은 2가지로 2.4Ghz 대역 칩인 STM32WB와 900Mhz 대역 대응 모델인 STM32WL이 있다.        |

## 같이 보기
- 아트멜 AVR
- I2C
- SPI